# Suzuki Baleno
Suzuki Baleno – samochód osobowy klasy kompaktowej produkowany przez japoński koncern motoryzacyjny Suzuki Motor Corporation w latach 1995 - 2007 oraz ponownie od 2015 roku jako pojazd klasy aut miejskich.

## Suzuki Baleno I
Suzuki Baleno I (na rynku amerykańskim znane jako Suzuki Esteem) został po raz pierwszy zaprezentowany w grudniu 1994 roku. Produkcję pojazdu rozpoczęto rok później. Był to pierwszy pojazd marki pozycjonowany w klasie kompaktowej.

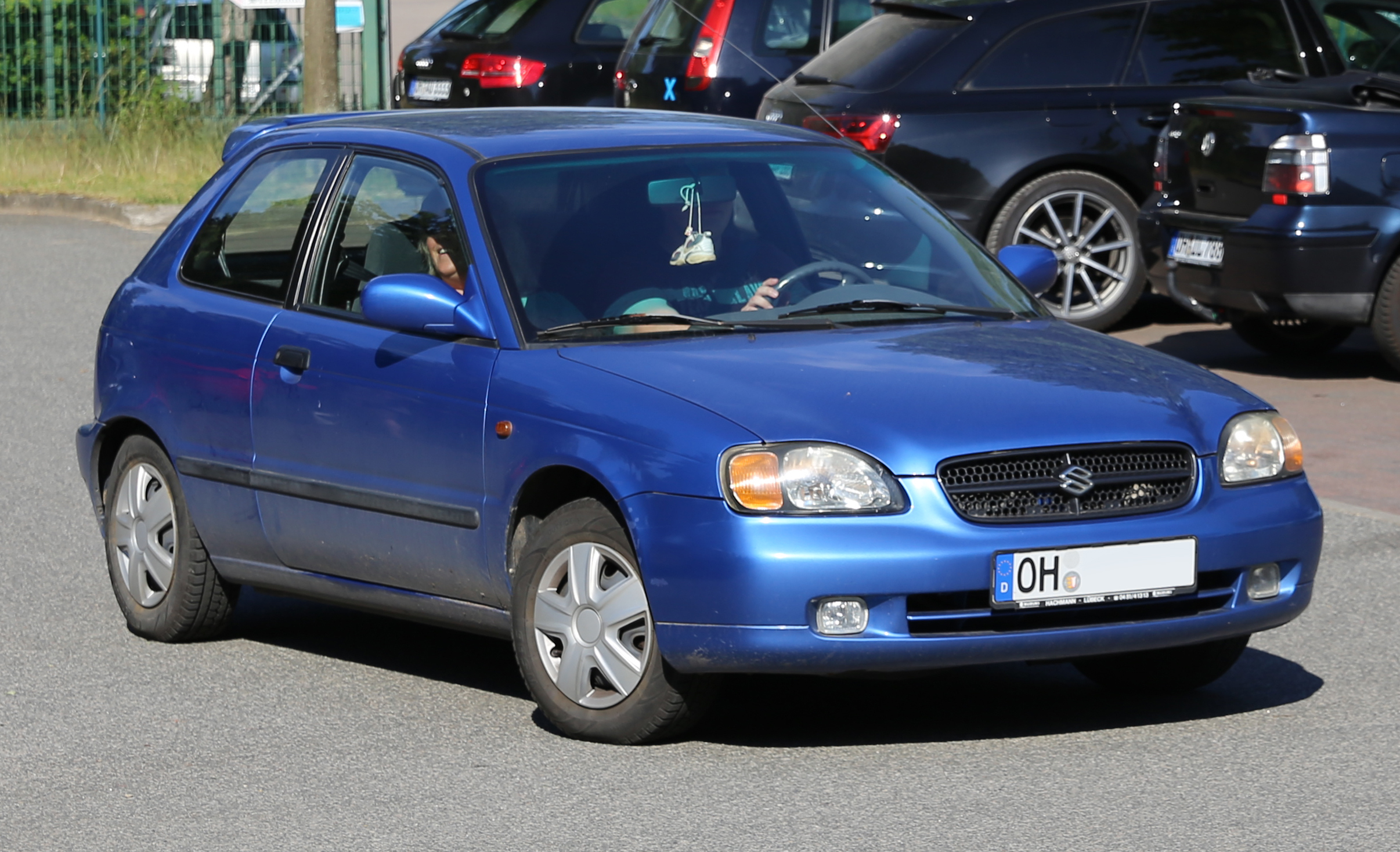
Suzuki Baleno I po liftingu

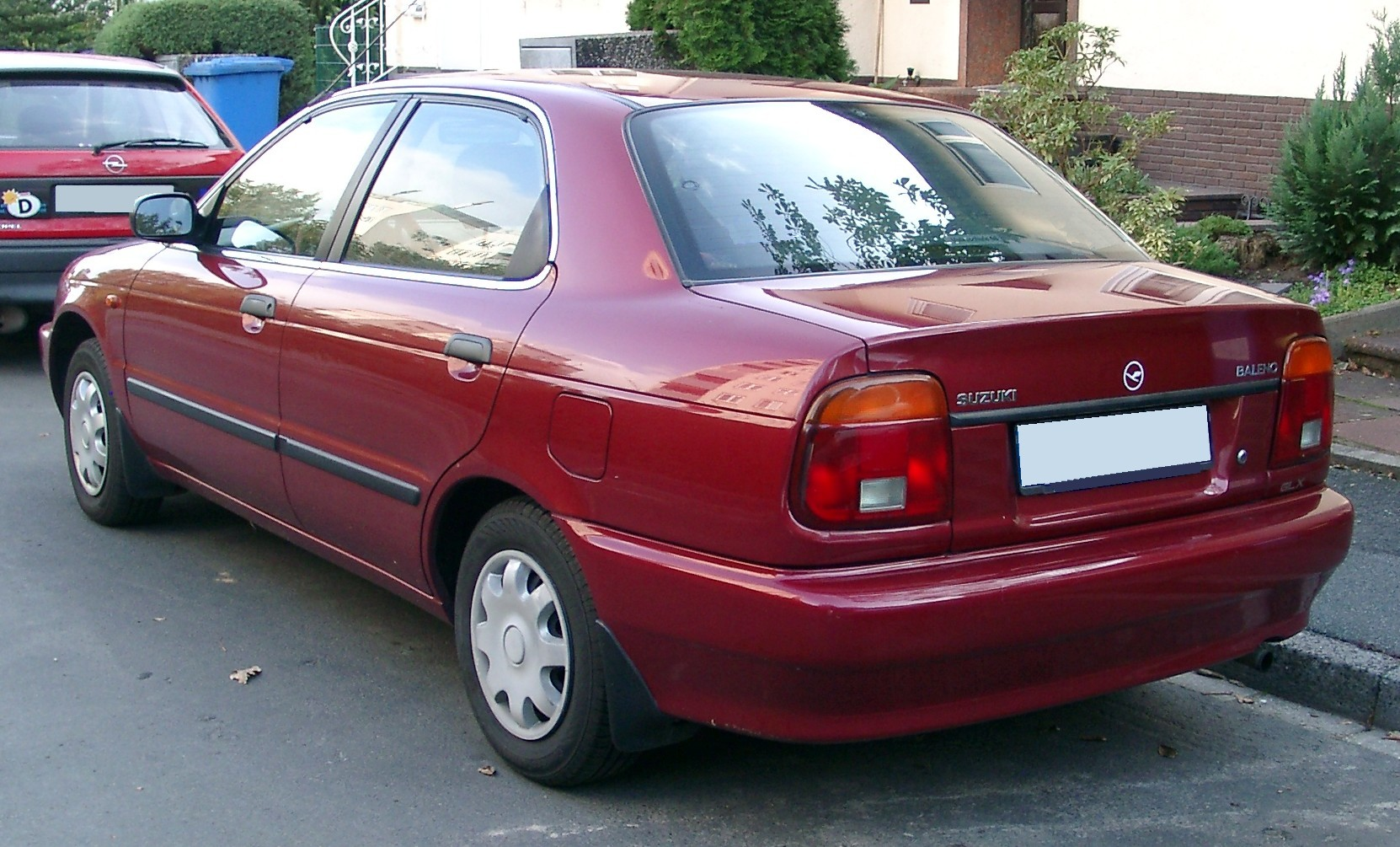
Suzuki Baleno I przed liftingiem sedan - tył

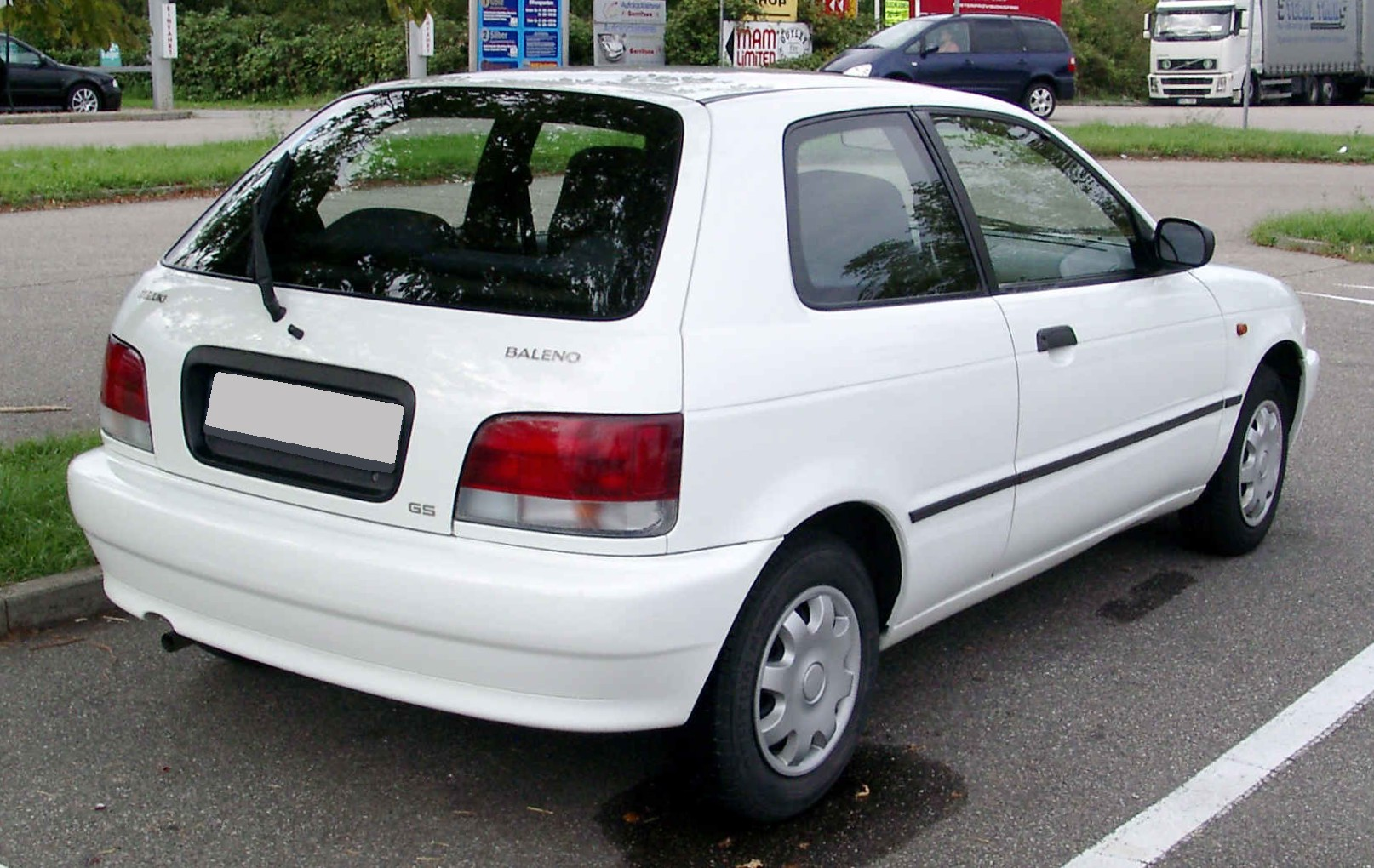
Suzuki Baleno I przed liftingiem hatchback - tył

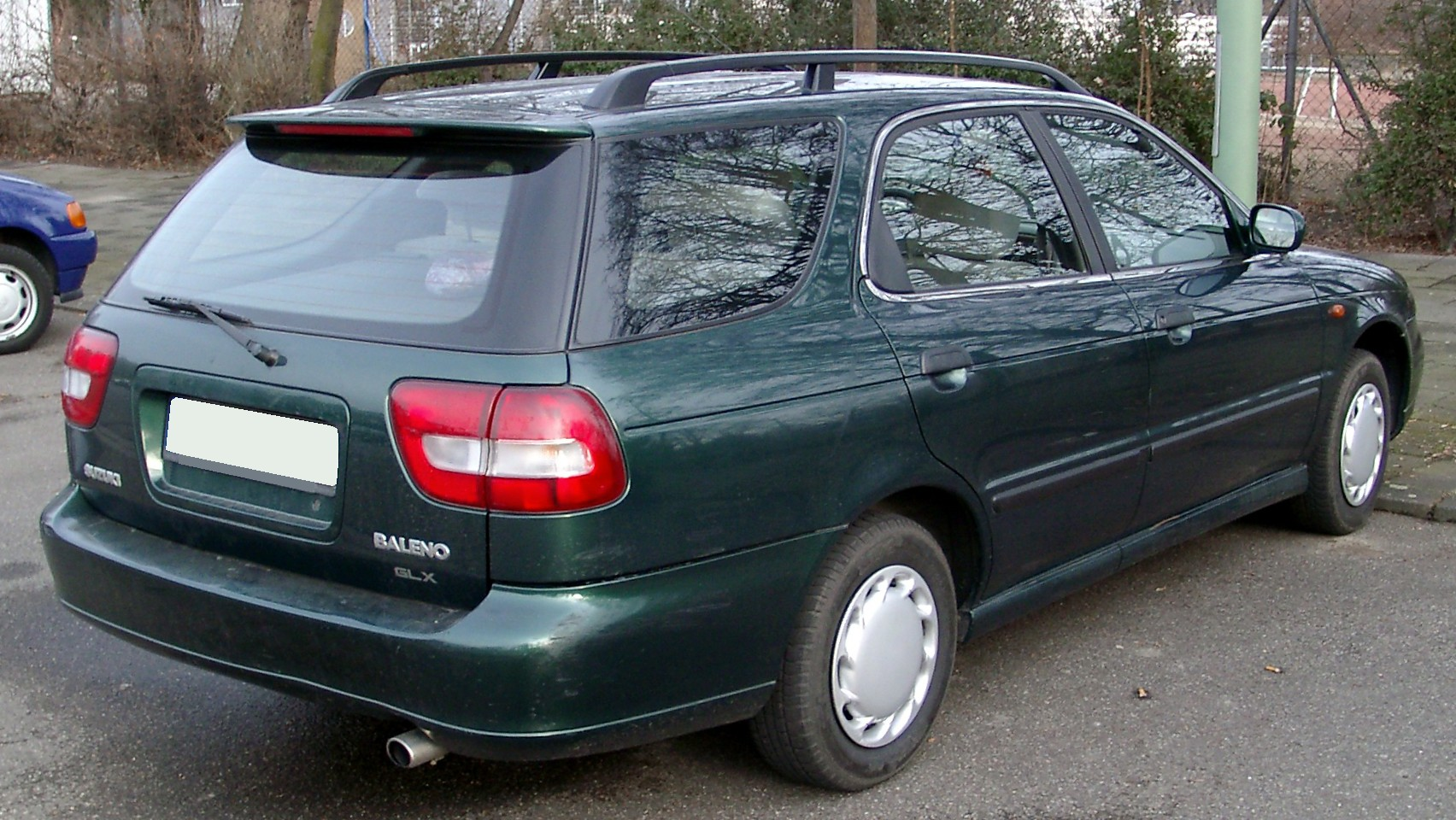
Suzuki Baleno I po liftingu kombi - tył

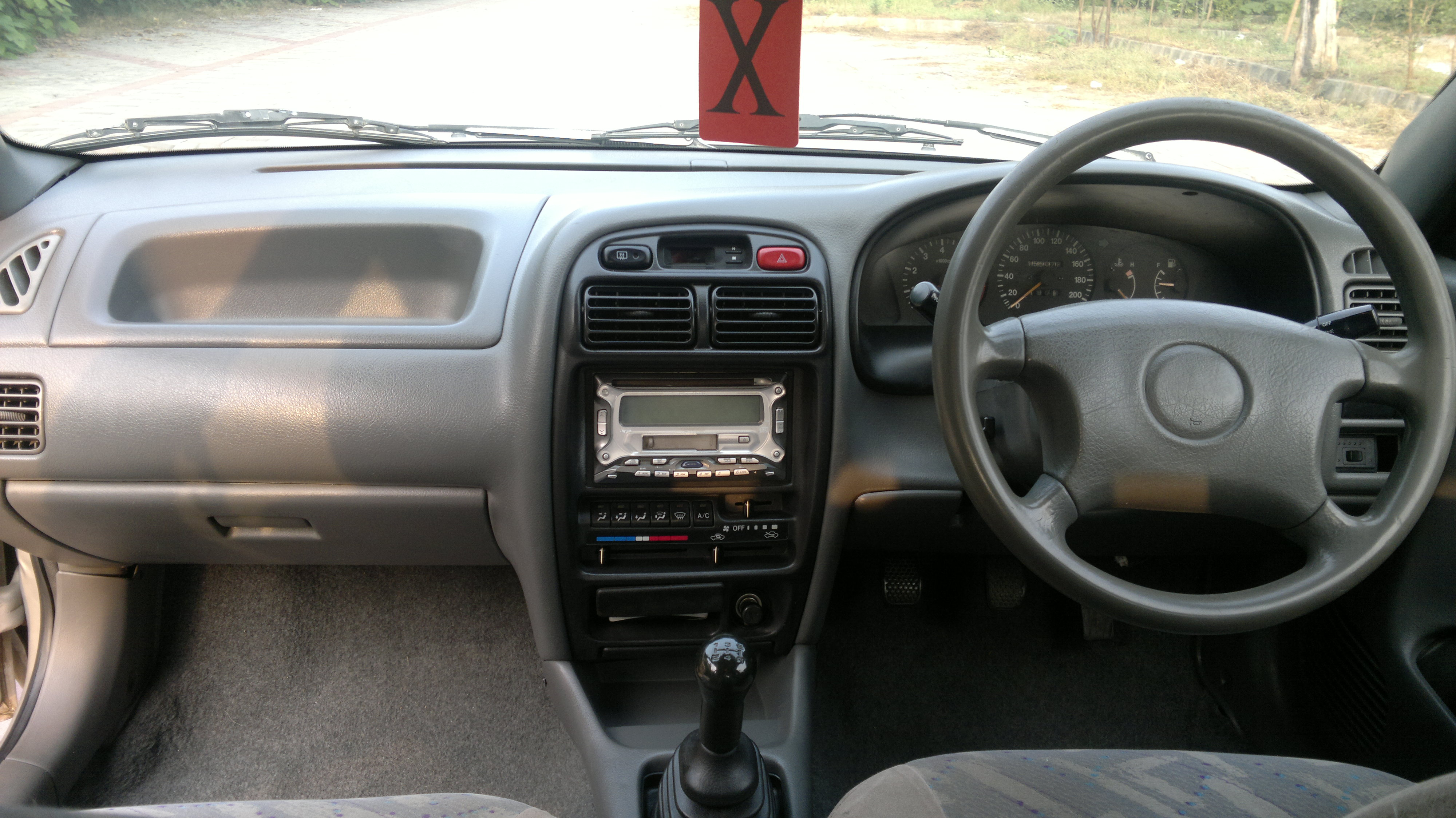
Suzuki Baleno I przed liftingiem - wnętrze

Auto jest eksportową wersją Suzuki Cultus Crescent. Samochód został zbudowany na bazie powiększonej płyty podłogowej Suzuki Swift nazywanej w Japonii Cultus. Zmieniony został rozstaw osi pojazdu oraz powiększona została kabina. Początkowo, auto oferowane było w wersji hatchback oraz sedan wyposażonej w jeden z trzech benzynowych silników: 1.3, 1.6 lub 1.8 o mocy (odpowiednio): 85 KM (63 kW), 97 KM (73 kW) i 121 KM (89 kW). W 1996 roku wprowadzona została na rynek wersja kombi pojazdu nazwana Baleno Break (Esteem Wagon w Ameryce, Baleno Altutra w Indiach i Cultus Crescent Wagon w Japonii), która stała się pierwszym kombi w historii firmy. Auto wyposażyć można było opcjonalnie w napęd na cztery koła. Wersje sprzedawane na rynku europejskim wyposażone mogły zostać m.in. w turbodoładowane silniki wysokoprężne francuskiej marki Peugeot o pojemności 1.9 l i mocy 75 KM (55 kW).
W 1999 roku auto przeszło lifting. Zmieniono przednią część nadwozia pojazdu oraz deskę rozdzielczą w której suwaki zastąpione zostały przyciskami. Na rynkach europejskich auto zastąpione zostało w 2001 roku modelem Liana. Z produkcji pojazdu w innych krajach zrezygnowano w 2007 roku.
W Indiach pojazd produkowany był przez firmę Maruti jako Maruti Baleno.

### Wersje
- Balento GSR - wersja limitowana sprzedawana w Wielkiej Brytanii oraz Australii
- Balento GSX - wersja limitowana sprzedawana w krajach Beneluxu

## Druga generacja
Suzuki Baleno II zaprezentowane zostało po raz pierwszy oficjalnie podczas targów motoryzacyjnych we Frankfurcie w 2015 roku. W przeciwieństwie do I generacji pojazdu, auto pozycjonowane jest w klasie aut miejskich. 

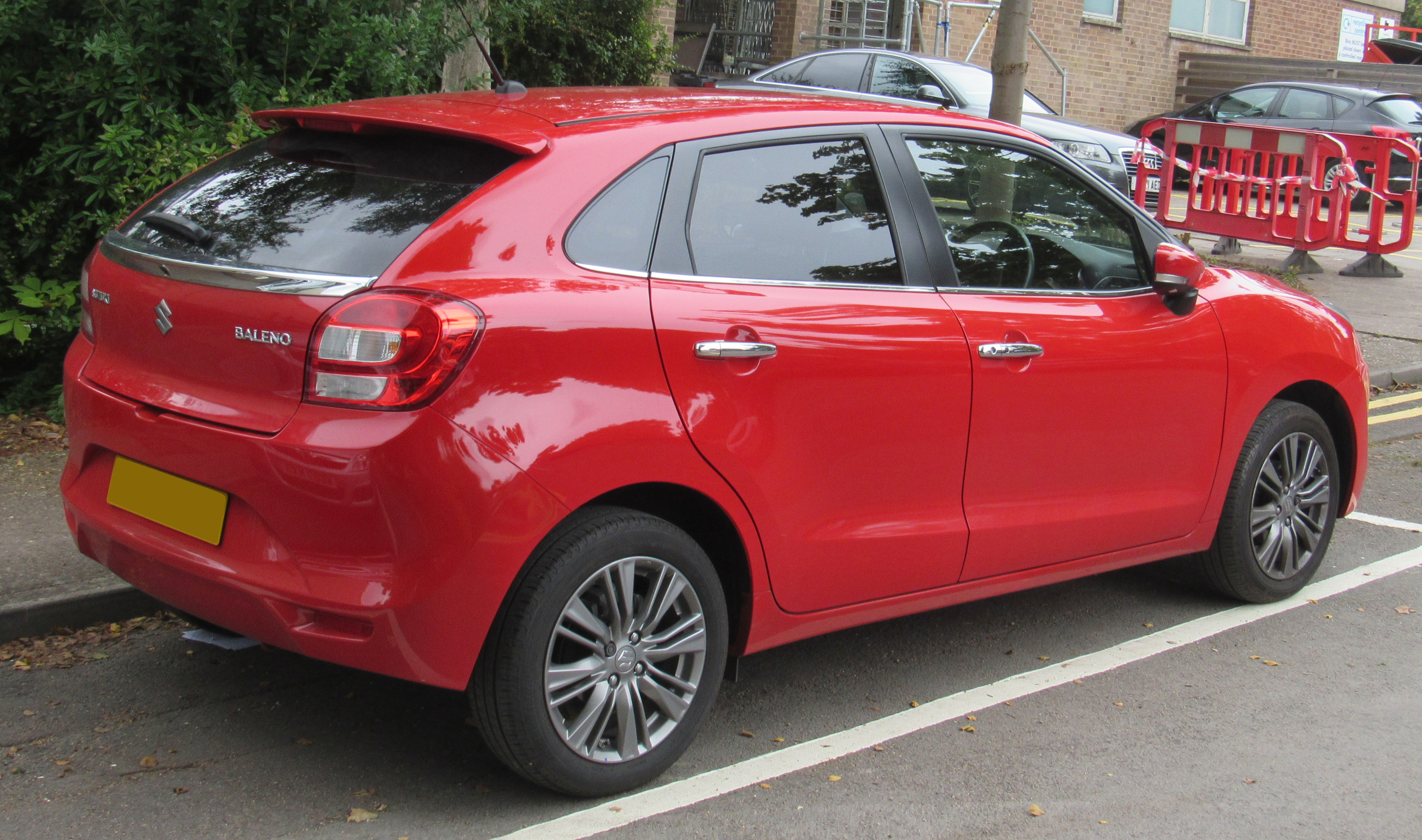
Suzuki Baleno II - tył

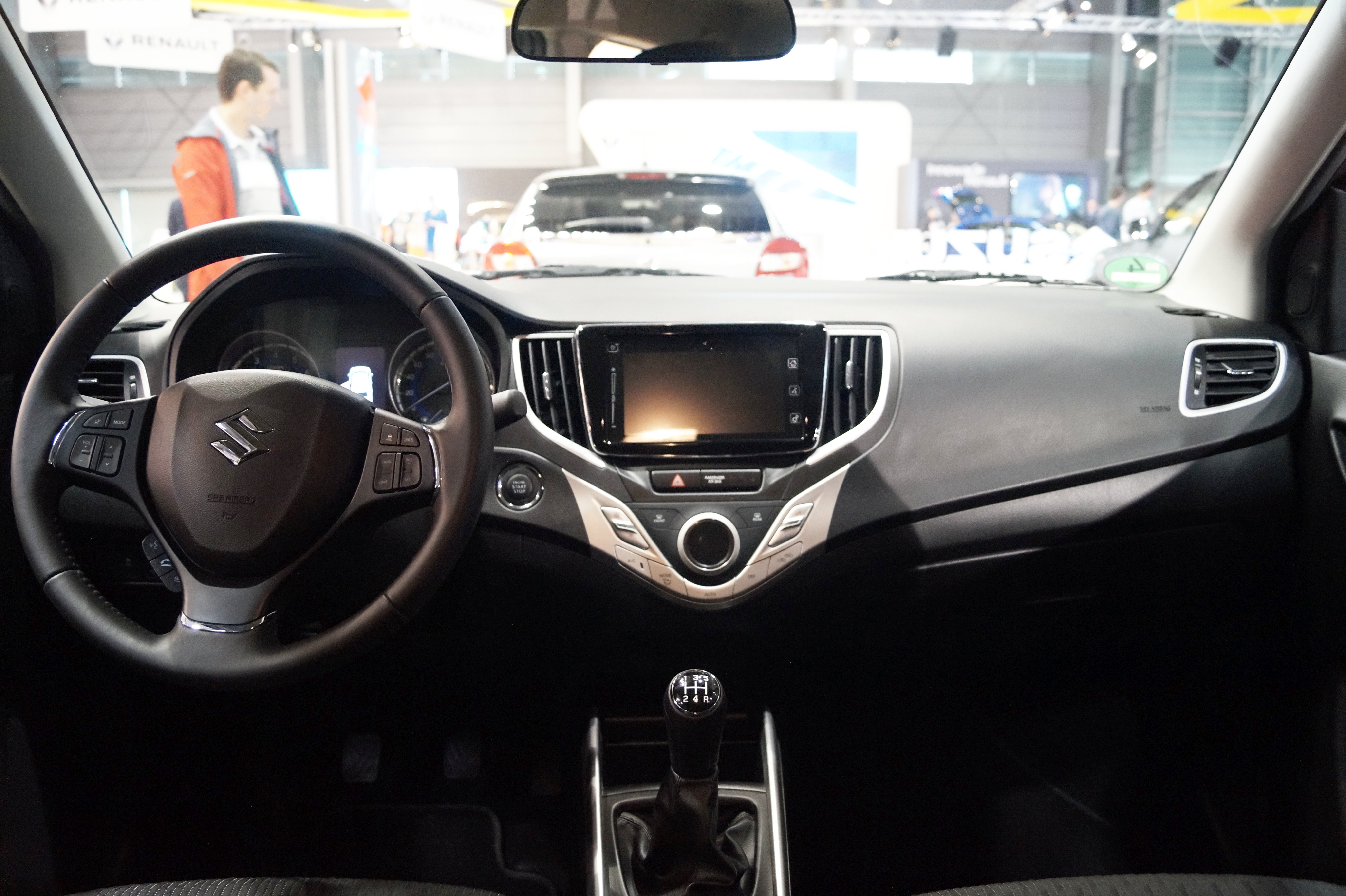
Suzuki Baleno II - wnętrze

Seryjnie produkowaną wersję pojazdu poprzedził zaprezentowany w tym samym roku podczas targów motoryzacyjnych w Genewie prototyp IK-2. Pojazd wyróżnia nowa filozofia marki "Liquid Flow" (płynne linie). 
Jako pierwszy pojazd w historii testów Euro NCAP, auto otrzymało dwie różne oceny testów zderzeniowych. Pierwsza, podstawowa wersja pojazdu otrzymała 3 na 5 gwiazdek, natomiast druga wersja wyposażona w system Radar Brake Support otrzymała 4 z 5 gwiazdek.
Do końca 2019 roku Suzuki Baleno zostało wycofane z europejskich rynków. Produkcja tego modelu na rynki europejskie została zakończona, aczkolwiek na inne dalej będzie produkowany. Producent nie podał oficjalnego powodu wycofania ze sprzedaży, według domysłów dziennikarzy mogło chodzić m.in. o zainteresowanie klientów przede wszystkim większymi modelami, czy też zbyt dużą wewnętrzną konkurencję dla Swifta.

### Silniki
| Silnik               | Pojemność skokowa [cm³] | Typ silnika        | Moc maksymalna [KM] przy obr./min | Maks. moment obrotowy [Nm] przy obr./min | Przyspieszenie 0-100 km/h [s] | Prędkość maks. [km/h] |                    |                    |                    |
| Silniki benzynowe:   | Silniki benzynowe:      | Silniki benzynowe: | Silniki benzynowe:                | Silniki benzynowe:                       | Silniki benzynowe:            | Silniki benzynowe:    | Silniki benzynowe: | Silniki benzynowe: | Silniki benzynowe: |
| -------------------- | ----------------------- | ------------------ | --------------------------------- | ---------------------------------------- | ----------------------------- | --------------------- | ------------------ | ------------------ | ------------------ |
| 1.0 12V BoosterJet   | 999                     | R3                 | 110/5500                          | 170/2000-3500 automat: 160/1500-4000     | 11,4 automat: 11              | 200 automat: 190      |                    |                    |                    |
| 1.2 16V DualJet      | 1242                    | R4                 | 90/6000                           | 120/4400                                 | 12,3                          | 180                   |                    |                    |                    |
| Układ hybrydowy:     |                         |                    |                                   |                                          |                               |                       |                    |                    |                    |
| 1.2 16V DualJet SHVS | 1242                    | R4                 | 90/6000                           | 120/4400                                 | 12,3                          | 180                   |                    |                    |                    |

### Wersje wyposażeniowe
- Comfort
- Premium
- Premium Plus
- Elegance

Standardowe wyposażenie podstawowej wersji Comfort obejmuje m.in. 6 poduszek powietrznych, system ABS z EBD i BAS, ESP i TCS, TPMS, światła do jazdy dziennej wykonane w technologii LED, klimatyzację, zamek centralny, elektryczne sterowanie szyb przednich oraz spojler dachowy. Wersja Premium dodatkowo wyposażona jest m.in. w 6-głośnikowy system audio z radiem CD, MP3 i USB, zestaw głośnomówiący Bluetooth, obrotomierz, skórzaną i wielofunkcyjną kierownicę, zamek centralny z pilotem, podgrzewanie oraz elektryczne sterowanie lusterek oraz chromowaną atrapę chłodnicy. Wersja Premium Plus dodatkowo wyposażona został w system Radar Brake Support (system wspomagania hamowania awaryjnego z czujnikiem radarowym), adaptacyjny tempomat oraz podgrzewane przednie fotele. Wersja Elegance dodatkowo wyposażona została m.in. w klimatyzację automatyczną, interaktywny system multimedialny z systemem nawigacji satelitarnej oraz tylną kamerą cofania, system bezkluczykowy, elektrycznie sterowane tylne szyby, reflektory biksenonowe, łopatki manualnej zmiany biegów w przypadku wersji z automatyczną skrzynią, tylne lampy zespolone wykonane w technologii LED, lusterka zewnętrzne wyposażone w kierunkowskazy oraz światła przeciwmgłowe.